# После ручка
После ручка српска је ток-шоу телевизијска емисија која се емитује од 27. марта 2017. године на Хепи ТВ. Водитељи емисије су Милена Ивошевић, Алекса Вујишић и Нађа Грба, коју касније мења Анђела Лакићевић.
Емисију су неколико пута водиле и: Јелена Димитријевић, Јелена Попивода, Јелена Радуловић, Вања Булић, Сузана Манчић, Милица Влајичић Гашић, Јелена Михајловић, Драгана Мандић и Јована Гргуревић.

## Опис
Водитељи са гостима разговарају на различите теме у трајању од два и по сата. Једина је емисија у Србији која има изузетно широк опус тема, па гледаоци могу чути од војно-политичких тема, до тема везаних за медицину. Емитује се сваког дана од 15.00 часова.